# Paid Programming
Paid Programming, anche noto come Paid Programming: Icelandic Ultrablue o Icelandic UltraBlue, è un episodio pilota statunitense del 2009, creato e sceneggiato da H. Jon Benjamin e David Cross.
Parodia degli spot pubblicitari, la serie presenta attori dilettanti del Central Casting. Sebbene non sia mai stato scelto per una serie completa, ha ricevuto un'accoglienza positiva a Londra quando è stato proiettato all'evento comico mensile Popcorn Comedy Night.
L'episodio pilota è stato trasmesso negli Stati Uniti, su Adult Swim, il 3 novembre 2009.

## Trama
Il Dottor Samuelson annuncia che il jingle per la loro pubblicità Icelandic Ultra Blue è stato ritirato e invita l'America a presentare nuove voci per crearne uno nuovo. Dopo aver mostrato diverse voci, annuncia che suo nipote Lars ha vinto il concorso con sette voti. Tornato nel suo laboratorio, Samuelson invita gli spettatori a comprare il prodotto, annunciando il completamento della "fase uno" e mostrando tre extra durante le riprese. Lo schermo diventa nero e appaiono le parole "To Be Continued...", interrompendo bruscamente l'episodio.

## Personaggi e interpreti
- Dott. Torsten Samuelson, interpretato da Joel Haberli.
- O'Connel Mcmicmic, interpretato da Justine D'Amour.
- Wendy Clitlock, interpretata da Lou Hemsey.
- Mr. Kimmel, interpretato da Ray Higgs.
- Danny Fattfuck.
- Lars, interpretato da Christopher Cusumano.